# 碧洲镇 (遂川县)
碧洲镇，是中华人民共和国江西省吉安市遂川县下辖的一个乡镇级行政单位。

## 行政区划
碧洲镇下辖以下地区：
碧洲社区、白水村、珠湖村、丰林村、安子前村、碧洲村、良岗村、达泉村、宏山村、黄岗村和栗头村。